# Amphipterygidae
Famille
Les Amphipterygidae sont une famille d'insectes qui fait partie des zygoptères dans l'ordre des odonates. Il s'agit d'une petite famille qui ne comprendrait qu'un seul genre : Amphipteryx Selys, 1853. Anciennement, on y classait également le genre Devadatta (Devadattidae), le genre Rimanella (Rimanellidae) et le genre Pentaphlebia (Pentaphlebiidae).